# Biblioteca Iu Bohigas
La biblioteca Iu Bohigas, anteriorment anomenada Biblioteca Pública Municipal Jaume Ministral i Masià, és una biblioteca pública, de titularitat municipal, ubicada al municipi gironí de Salt, integrada en el Sistema de Lectura Pública de Catalunya des del 1979. La biblioteca es va inaugurar el 7 de novembre de 1954, en un local on anys més tard s'emplaçaria el CEIP La Farga. L’any 1966, es traslladà al carrer Manuel de Falla i, el 1984, es va ampliar amb una secció infantil al carrer Pius XII. El 10 d’octubre de 2006, la biblioteca es va traslladar definitivament al carrer Sant Antoni, a l'edifici de l’antiga fàbrica tèxtil Coma Cros.
L'equipament ocupa la planta baixa del conjunt de la fàbrica, l'anomenada «nau Kropotkin», amb una superfície de 1200 m². L'any 2014, el fons de la biblioteca era de 57.022 documents, incloent llibres, revistes, mapes, compactes de música, pel·lícules, llibrets, etc. El catàleg i la gestió de la biblioteca es van informatitzar el 1998.
Participa en altres activitats com la festa de Sant Jordi de Salt, el Festival de literatures i arts infantil i juvenil (FLIC), o el projecte Arrelarreu, en el que l'alumnat de les aules d'acollida de diversos instituts de secundària expliquen contes, de manera teatralitzada, a determinats espais públics de Girona i de Salt. Les dependències de la biblioteca Iu Bohigas acullen tradicionalment els gegants de Salt: en Marcel, l’Afra, en Miquel, en Roc, l’Eulàlia i en Grau. La biblioteca és el lloc on es desen els gegants, abans i després de cada cercavila, i on queden exposats de cara al públic.

## La biblioteca d'en Massagran
La biblioteca d'en Massagran és una biblioteca infantil i juvenil de titularitat municipal i filial de la biblioteca pública Iu Bohigas de Salt. Va ser inaugurada l'any 1990, el 2003 es traslladà a la seva ubicació actual, el local de l'antic cinema Núria. L'any 2001 s'integrà al Grup de Biblioteques Catalanes associades a la UNESCO. Destaca per la celebració anual de la Festa del llibre gegant.